# Torre Vilana
La Torre Vilana és un edifici del barri de Sant Gervasi - la Bonanova de Barcelona, inclòs a l'Inventari del Patrimoni Arquitectònic de Catalunya. Actualment, acull el Centre Mèdic Teknon.

## Història
Antiga Torre Ferrera, al segle xvii pertanyia als cònjuges Josep Ferrer i Anna Sors. En el seu testament del 1647, aquesta darrera, vídua i sense fills, va nomenar com a hereu el nen Joan Bonaventura de Gualbes i Copons. Gualbes va morir sense descendència, i la finca passà a mans d'Antoni de Vilana i de Cordelles-Giudice, casat amb Maria Vicenta Bertran i Massana. El 1690, la seva germana Maria de Vilana i de Cordelles-Giudice es va casar amb Pau Ignasi de Dalmases i Ros.
La seva filla Maria Ignàsia de Vilana i Bertran es va casar amb Melcior de Figuerola i de Blanes, coronel de Dragons del regiment de Mèrida. Morta el 1769, la finca va passar a mans del seu fill Vicenç Antoni de Figuerola i de Vilana, que va heretar el títol de baró de Nàquera del seu oncle Josep i el 1800 fou nomenat marquès de Cordelles per Carles IV.
La seva neta Josepa de Figuerola i de Vilana es va casar amb el jurista Miquel Joan de Magarola i de Clariana, que va morir a mitjans de juliol del 1807 i fou succeït pel seu fill Benet de Magarola i de Castellví. Aquest va morir el 1823 a Can Magarola (Canovelles) sense descèndencia i va llegar els seus béns a la seva cosina Manuela de Magarola i d'Ardena, casada amb Felip Ignasi de Miquel i de Blondel, marquès de Blondel de l'Estany de Bellcaire. El litigi iniciat per Josep Maria de Dalmases i de Gomar pel patrimoni vinculat d'Anna Sors, Bertran Joan de Cordelles i Paula Giudice, acabà el 1830 amb una concòrdia entre aquest i Manuela de Magarola i els marmessors de Josepa de Figuerola, per la qual quedava en possessió de diverses finques, entre elles la Torre Vilana i la Casa Cervelló-Giudice al carrer de Montcada.
Josep Maria de Dalmases morí el 1858 i en el seu testament nomenà hereva universal la seva neta Maria Carme de Dalmases i d'Olivart (1842-1920). Com a menor d'edat, estava sota la tutela de la seva mare Dolors d'Olivart i Pinzano, que el 1864 presentà els plànols de parcel·lació de la part més baixa de la finca (l'actual carrer de Vilana), obra del mestre d'obres Joan Soler i Cortina, i anys més tard va vendre la part alta als Escolapis.

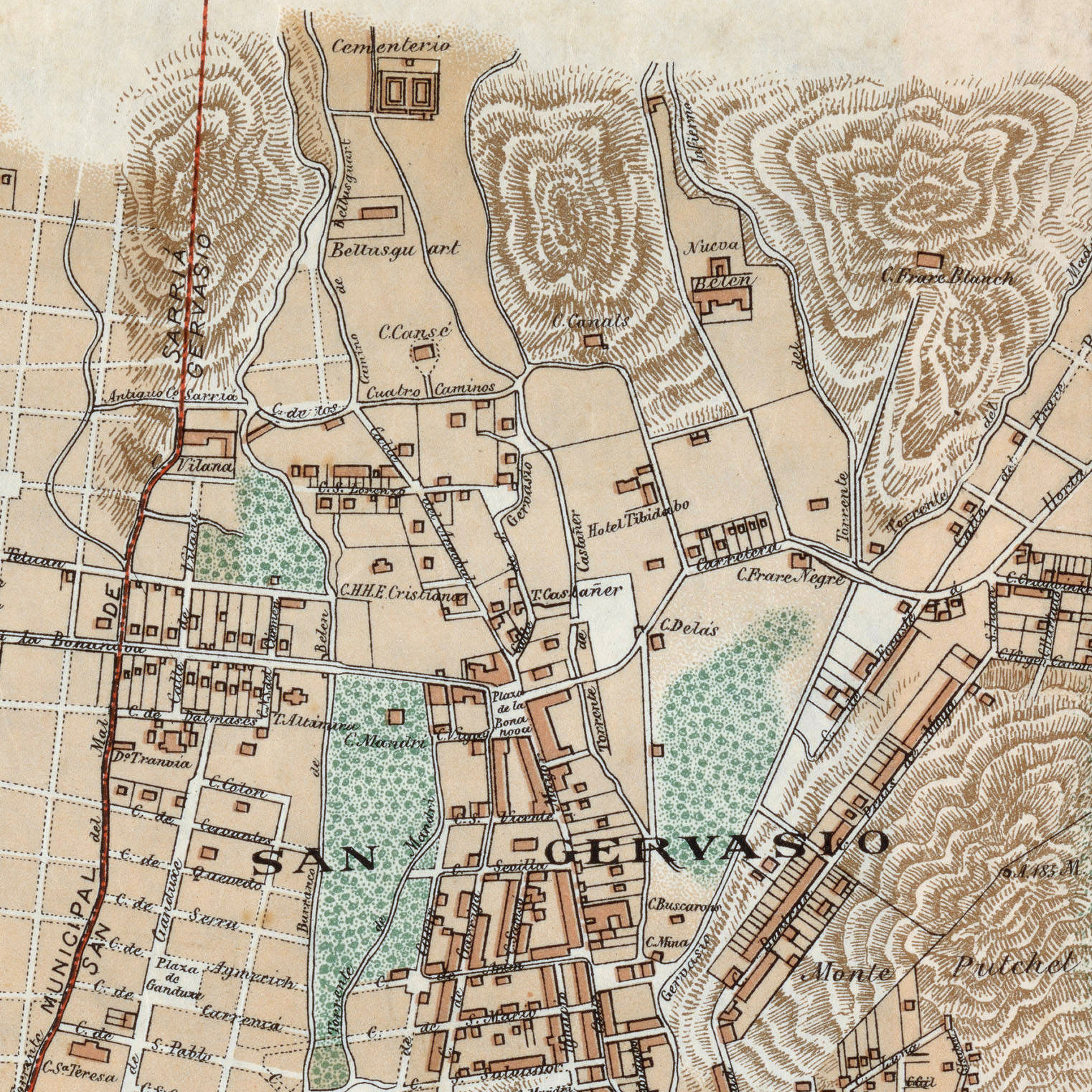
Plànol del 1890, on es pot llegir «Vilana»

El 1942, la finca va ser adquirida per la Congregació de Sant Pere ad Vincula, que hi va ubicar el reformatori Asil Duran, en funcionament fins al 1977. El 1990 va ser adquirida per Javier de la Rosa i la seva esposa Mercedes Misol, que el 1991 van emprendre la construcció de l'actual Centre Mèdic Teknon. De l'edifici antic es va conservar la façana principal i els cossos laterals, integrats en l'obra moderna.

## Descripció
El conjunt arquitectònic és immens i, a més de l'edifici residencial, hi ha una gran plaça envoltada de pòrtics i altres edificis, així com annexes dedicats a diferents activitats. La construcció està envoltada de plantacions i sectors enjardinats.